# Papilio pitmani
Papilio pitmani is een vlinder uit de familie van de pages (Papilionidae). De wetenschappelijke naam van dit taxon is voor het eerst geldig gepubliceerd in 1887 door Henry John Elwes & Charles Lionel Augustus de Nicéville.